# Eduard Skála
Eduard Skála (17. září 1842, Věrovany – 2. ledna 1918, Prostějov) byl rakouský a český politik české národnosti, na přelomu 19. a 20. století poslanec Říšské rady.

## Biografie
Pocházel z rodiny učitele. Vystudoval reálnou školu v Olomouci a Budapešti a techniku v Praze. Po jistou dobu působil coby suplující pedagog na reálce v Opavě, později se věnoval cukrovarnictví. Působil v cukrovarech v Bedihošti, Přerově, Kroměříži, Chropyni a Břeclavi. V roce 1884 se z Břeclavi přestěhoval do Prostějova. Byl aktivní veřejně i politicky. Zasedal v prostějovském obecním výboru a byl členem městské rady a náměstkem starosty města. Společně s Karlem Vojáčkem a dalšími muži patřil mezi skupinu českých politiků, kteří se podíleli na ovládnutí prostějovské radnice, do té doby dominované německou reprezentaci.
Zastával funkci předsedy kuratoria muzea. Byl rovněž předsedou Besedy a Orlice. V roce 1907 mu Prostějov udělil čestné občanství. V roce 1912 bylo náměstí mezi prostějovským zámkem a sokolovnou pojmenováno náměstí Eduarda Skály. V období let 1871–1873 řídil pěvecký spolek Vlastimila v Kroměříži. V letech 1890–1899 byl předsedou Orlice v Prostějově.
V zemských volbách roku 1896 nastoupil jako poslanec Moravského zemského sněmu kurii městskou, obvod Prostějov. Ve sněmu setrval do zemských voleb roku 1902. V nich již nekandidoval.
Na konci 19. století se zapojil i do celostátní politiky. Ve volbách do Říšské rady roku 1897 byl zvolen do Říšské rady (celostátní zákonodárný sbor) za kurii městskou, obvod Olomouc, Prostějov, Brodek atd. Uspěl za tento obvod i ve volbách do Říšské rady roku 1901. K roku 1897 se profesně uvádí jako továrník.
V posledních letech života již se stáhl z politické scény do rodinného kruhu. Zemřel v lednu 1918 a byl pohřben v majestátní hrobce zdobené jemně zpracovanou mramorovou sochou Krista z roku 1928 na Městském hřbitově v Prostějově.